# Kazimierz Putek

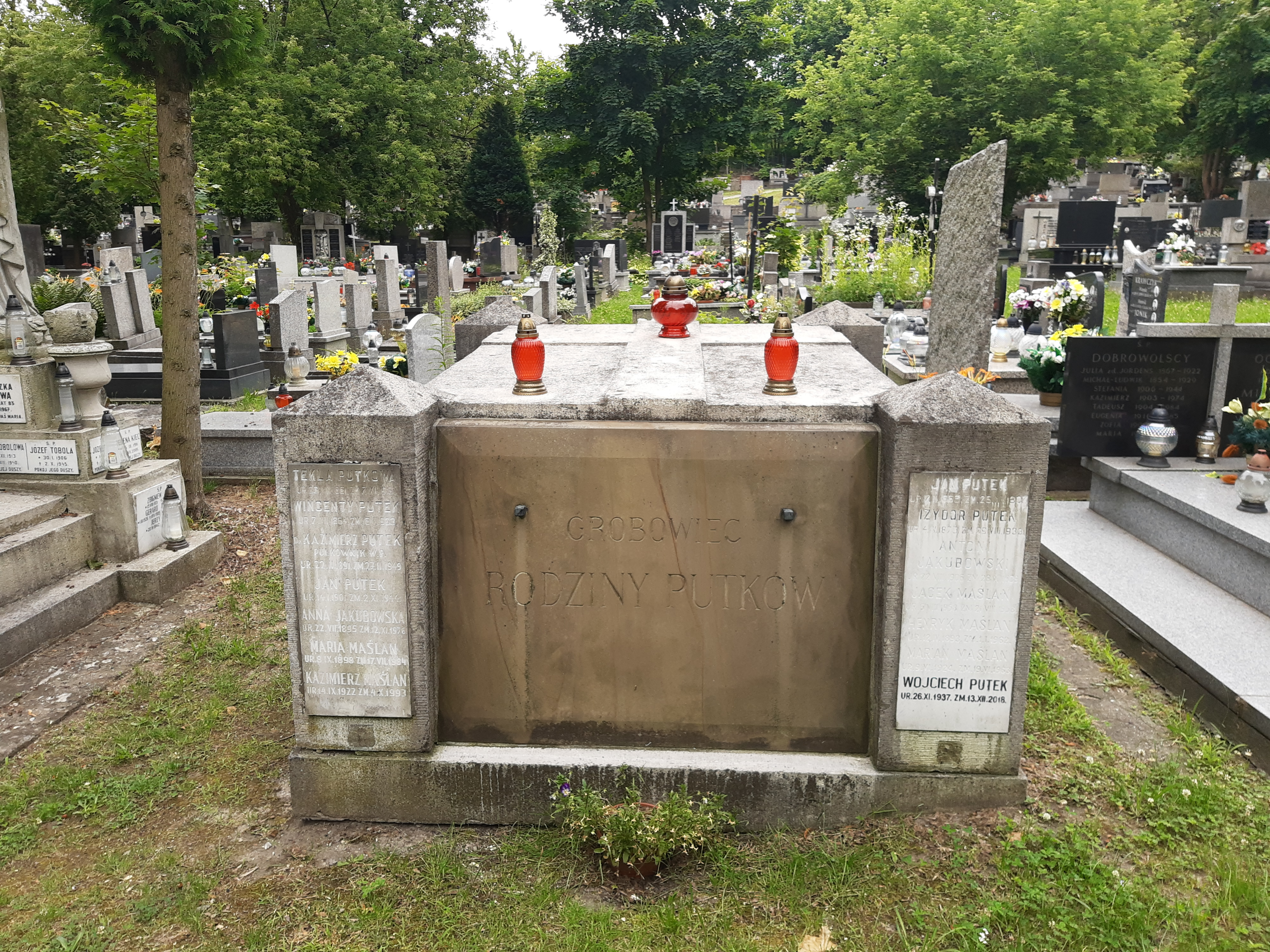
Grób płka Kazimierza Putka na Cmentarzu Podgórskim w Krakowie

Kazimierz Putek, ps. Gama, Nawój, Kamień, Zworny (ur. 22 lutego 1891 w Podgórzu, zm. 27 lutego 1949 w Krakowie) – podpułkownik dyplomowany piechoty Wojska Polskiego, doktor nauk prawnych, działacz niepodległościowy, kawaler Orderu Virtuti Militari.

## Życiorys
Urodził się 22 lutego 1891 w Podgórzu, w rodzinie Wincentego i Tekli z Kufterów. W 1909 ukończył gimnazjum klasyczne w Krakowie i zdał maturę. W latach 1909–1910 odbył jednoroczną ochotniczą służbę w 13 pułku piechoty armii austriackiej. Od 1910 studiował na Wydziale Prawa i Administracji Uniwersytetu Jagiellońskiego. Od 1 maja 1913 do 28 lipca 1914 roku był członkiem Związku Strzeleckiego, zastępcą komendanta obwodowego Rejonu Chrzanów w Lubiążu.
W czasie I wojny światowej ponownie w armii austriackiej, brał udział w inwazji Serbii i w walkach na froncie wschodnim. Od listopada 1918 roku w Wojsku Polskim. 1 czerwca 1921 roku pełnił służbę w Dowództwie 3 Armii, a jego oddziałem macierzystym był 1 pułk strzelców podhalańskich. 3 maja 1922 roku został zweryfikowany w stopniu majora ze starszeństwem z dniem 1 czerwca 1919 roku i 304. lokatą w korpusie oficerów piechoty. Jego oddziałem macierzystym był w dalszym ciągu 1 pułk strzelców podhalańskich w Nowym Sączu. W latach 1922–1924 był słuchaczem Kursu Normalnego Wyższej Szkoły Wojennej w Warszawie. Po ukończeniu studiów i uzyskaniu dyplomu naukowego oficera Sztabu Generalnego, z dniem 1 października 1924 roku przydzielony został do Sztabu Dowództwa Okręgu Korpusu Nr IV w Łodzi. Tam do listopada 1926 roku był szefem Oddziału Ogólnego. W czasie studiów w Wyższej Szkole Wojennej i służby sztabowej pozostawał oficerem nadetatowym 27 pułku piechoty w Częstochowie. 3 maja 1926 roku awansował na podpułkownika ze starszeństwem z dniem 1 lipca 1925 roku i 26. lokatą w korpusie oficerów zawodowych piechoty.
31 października 1927 roku został przeniesiony z Biura Ogólno Administracyjnego Ministerstwa Spraw Wojskowych w Warszawie do 40 pułku piechoty „Dzieci Lwowskich” we Lwowie na stanowisko dowódcy I batalionu. 26 kwietnia 1928 roku został przesunięty ze stanowiska dowódcy I baonu na stanowisko zastępcy dowódcy 40 pułku piechoty. Z dniem 1 września 1932 roku został przeniesiony na stanowisko komendanta Powiatowej Komendy Uzupełnień Miechów. W czerwcu 1934 roku został przeniesiony do Powiatowej Komendy Uzupełnień Kraków Powiat na stanowisko komendanta. 1 września 1938 roku dowodzona przez niego jednostka została przemianowana na Komendę Rejonu Uzupełnień Kraków Powiat, a zajmowane przez niego stanowisko otrzymało nazwę „komendant Rejonu Uzupełnień”. W 1939 roku w dalszym ciągu pełnił służbę na tym stanowisku.
W latach 1943–1944 był komendantem Podokręgu Rzeszów Armii Krajowej. Po objęciu funkcji w marcu 1943 wydał rozkaz zabraniający przyjmowania do konspiracji Żydów, którzy mieli rzekomo wydawać osoby udzielające im pomocy.
2 sierpnia 1944 roku meldował komendantowi na Okręgu Krakowskiego AK, że Rzeszów jest w wolny oraz informował, że oddziały AK współdziałały z Sowietami w opanowaniu miasta, zdobywając m.in. baterię nieprzyjaciela. W mieście spokój, na ulicach służbę bezpieczeństwa pełni AK w opaskach i z bronią.
5 sierpnia tego roku ujawnił się przed Sowietami jako dowódca 24 Dywizji Piechoty AK i rozpoczął z nimi rozmowy, ale nie dały one żadnych rezultatów, ponieważ dowództwo AK nie uznawało PKWN. Wobec braku porozumienia polecił podległym oddziałom zejść ponownie do podziemia i kontynuować działalność konspiracyjną. Wydał rozkaz wymarszu oddziałom AK na pomoc walczącej Warszawie. Na początku października 1944 wyraził zgodę na przeprowadzenie uderzenia na więzienie na Zamku w Rzeszowie, w którym NKWD, przetrzymywało i torturowało 400 żołnierzy AK. Zmarł 27 lutego 1949. Pochowany na Cmentarzu Podgórskim w Krakowie (kwatera IX-płn-6).

## Ordery i odznaczenia
- Krzyż Srebrny Orderu Wojskowego Virtuti Militari nr 5140 (1922)[12]
- Krzyż Walecznych trzykrotnie
- Złoty Krzyż Zasługi (24 maja 1929)[13]
- Medal Niepodległości (9 listopada 1933)[14]